# Ɨ̨
Cette page contient des caractères spéciaux ou non latins. S’ils s’affichent mal (▯, ?, etc.), consultez la page d’aide Unicode.
Ɨ̨ (minuscule : ɨ̨), appelé I barré ogonek, est un graphème utilisé dans certaines transcriptions phonétique, notamment dans la transcription du towa. Il s’agit de la lettre I diacritée d’une barre inscrite et d'une ogonek.

## Utilisation
En towa, certains auteurs utilisent ‹ ɨ̨ › pour noter un ‹ ɨ › nasalisé.

## Représentations informatiques
Le I barré ogonek peut être représenté avec les caractères Unicode suivants :
- décomposé (latin étendu B, alphabet phonétique international, diacritiques)[1],[2],[3] :

| formes    | représentations | chaînes de caractères | points de code | descriptions                                       |
| --------- | --------------- | --------------------- | -------------- | -------------------------------------------------- |
| capitale  | Ɨ̨               | Ɨ◌̨                    | U+0197 U+0328  | lettre majuscule latine i barré diacritique ogonek |
| minuscule | ɨ̨               | ɨ◌̨                    | U+0268 U+0328  | lettre minuscule latine i barré diacritique ogonek |

## Sources
- (en) Yukihiro Yumitani, A Phonology and morphology of Jemez Towa, University of Kansas, 1998